# Paramuricea aequatorialis
Paramuricea aequatorialis är en korallart som beskrevs av Wright och Studer 1889. Paramuricea aequatorialis ingår i släktet Paramuricea och familjen Plexauridae. Inga underarter finns listade i Catalogue of Life.